# Bistrica (Crna Trava)
Bistrica (Crna Trava) (em cirílico: Бистрица
) é uma vila da Sérvia localizada no município de Crna Trava, pertencente ao distrito de Jablanica, na região de Vlasina. Não havia nenhum habitante residente na vila segundo o censo de 2002.

## Demografia
| 1948 | 1953 | 1961 | 1971 | 1981 | 1991 | 2002 | 2011 |
| ---- | ---- | ---- | ---- | ---- | ---- | ---- | ---- |
| 282  | 278  | 217  | 107  | 45   | 17   | 8    | 0    |